# Belgische Gouden Schoen 1968
De verkiezing van de Belgische Gouden Schoen 1968 werd in 1969 gehouden. Odilon Polleunis werd de 15de laureaat in de geschiedenis van de Gouden Schoen. Hij is de eerste en enige speler van Sint-Truiden VV die deze voetbaltrofee ooit won.

## De prijsuitreiking

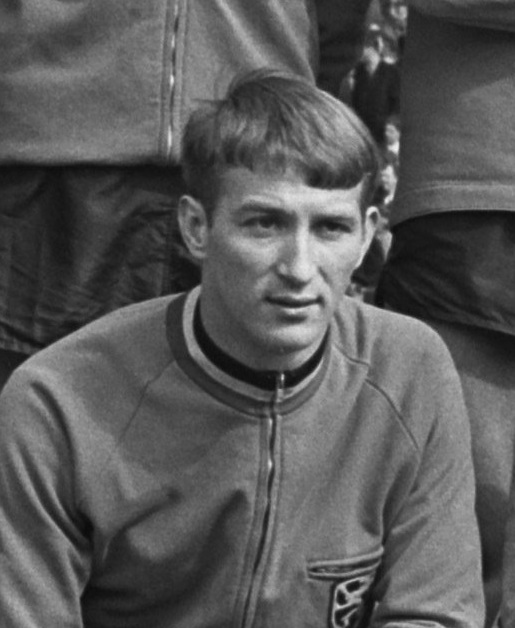
Odilon Polleunis

De tendens van de vorige jaren werd verdergezet. Terwijl RSC Anderlecht in 1968 voor de vijfde keer op rij kampioen speelde, ging de voorkeur van de stemgerechtigden opnieuw uit naar een speler van een andere club. Léon Semmeling, de kleine maar gevaarlijke rechtsbuiten van Standard Luik behoorde wel tot de favorieten, evenals Odilon Polleunis, de goalgetter van Sint-Truiden VV.
STVV was een van de revelaties van het seizoen 1967/68. De club werd vijfde in de competitie en Polleunis werd opgeroepen voor de nationale ploeg. Ook daar toonde hij zijn neus voor doelpunten. In oktober 1968 scoorde hij een hattrick in de WK-kwalificatiewedstrijd tegen Finland.

## Top 5
| Nr. | Land            | Naam             | Club(s)         | Punten |
| --- | --------------- | ---------------- | --------------- | ------ |
| 1.  | Vlag van België | Odilon Polleunis | Sint-Truiden VV | 241    |
| 2.  | Vlag van België | Léon Semmeling   | Standard Luik   | 113    |
| 3.  | Vlag van België | Jean Dockx       | Racing White    | 50     |
| 4.  | Vlag van België | Johan Devrindt   | RSC Anderlecht  |        |
| 5.  | Vlag van België | Jean Trappeniers | RSC Anderlecht  |        |

1954 · 
1955 · 
1956 · 
1957 · 
1958 · 
1959 · 
1960 · 
1961 · 
1962 · 
1963 · 
1964 · 
1965 · 
1966 · 
1967 · 
1968 · 
1969 · 
1970 · 
1971 · 
1972 · 
1973 · 
1974 · 
1975 · 
1976 · 
1977 · 
1978 · 
1979 · 
1980 · 
1981 · 
1982 · 
1983 · 
1984 · 
1985 · 
1986 · 
1987 · 
1988 · 
1989 · 
1990 · 
1991 · 
1992 · 
1993 · 
1994 · 
1995 · 
1996 · 
1997 · 
1998 · 
1999 · 
2000 · 
2001 · 
2002 · 
2003 · 
2004 · 
2005 · 
2006 · 
2007 · 
2008 · 
2009 · 
2010 · 
2011 · 
2012 · 
2013 · 
2014 · 
2015 · 
2016 · 
2017 ·
2018 ·
2019 ·
2020 ·
2022 ·
2023 ·
2024